# Cassel, Nord
Cassel är en kommun i departementet Nord i regionen Hauts-de-France i norra Frankrike. Kommunen ligger i kantonen Cassel som tillhör arrondissementet Dunkerque. År 2022 hade Cassel 2 212 invånare.

## Befolkningsutveckling
Antalet invånare i kommunen Cassel
| Referens: INSEE |